# Gesualdo
Gesualdo község (comune) Olaszország Campania régiójában, Avellino megyében.

## Fekvése
A megye keleti részén fekszik. Határai: Fontanarosa, Frigento, Grottaminarda, Paternopoli és Villamaina. Egy, a Fredane folyó völgyére néző domb tetejére épült.

## Története
A kora középkorban a longobárdok alapították, majd a névadó Gesualdo nemesi család birtoka lett. A 19. században nyerte el önállóságát, amikor a Nápolyi Királyságban felszámolták a feudalizmust. Innen származott Carlo Gesualdo zeneszerző. 

## Népessége
A népesség számának alakulása:

## Főbb látnivalói
Fő látnivalói a normann vár és a 18. századi San Nicola-templom.